# Une femme qui se partage
Pour plus de détails, voir Fiche technique et Distribution.
Une femme qui se partage est un film français réalisé par Maurice Cammage produit en 1936 et sorti en 1937.

## Synopsis
Louis Cruciol, homme marié, mène une double vie: il entretient sa maitresse en prenant l'identité d'un de ses employés, Louis Cornette. Une série de quiproquos en découle.

## Fiche technique
- Titre : Une femme qui se partage
- Réalisation : Maurice Cammage
- Scénario : Jacques Daniel-Norman
- Directeur de la photographie : Maurice Forster
- Musique : Casimir Oberfeld
- Décorateur : Robert Dumesnil
- Producteur : Maurice Cammage[1]
- Pays d'origine :  France
- Format : Son mono  - Noir et blanc - 35 mm  - 1,37:1
- Genre : Comédie
- Durée : 90 minutes
- Dates de sortie : 
  - France : 19 février 1937

## Distribution
- Pierre Brasseur : Louis Cornette
- Paul Pauley : Louis Cruciol
- Jeanne Aubert : Èvelyne de Lagny
- Odette Joyeux : Léa
- Charlotte Lysès : Madame Cruciol
- Jean Dunot : Léopold Vernot
- Gustave Gallet : Loisel
- Jean Dax : James Helleboye